# 구 조선식량영단 군산출장소
구 조선식량영단 군산출장소는 대한민국 전북특별자치도 군산시 영화동에 있는 건축물이다. 2014년 9월 1일 국가등록문화재 제600호로 지정되었다.

## 개요
조선식량영단 군산출장소는 철근콘크리트 2층 건축물로서 지붕이 철근콘크리트 평슬래브로 되어 있으며, 평면은 전체적으로 L형으로서, 도로 가각부는 원형으로 처리하였고 그 상부에 상징적인 수직 조형물을 두어 중심성을 강조하였다.
중일전쟁 이후 국가가 식량 가격 및 유통량을 조절·관리하기 위해 설립한 조선식량영단의 군산출장소 건물로 일제에 의한 호남평야 지역 쌀 수탈의 역사를 간직한 증거물로 가치가 있다.

## 의의와 평가
구 조선식량영단 군산출장소는 일제 말기 전시 체제 아래에서 국가에 의한 식량 관리 체계를 보여주는 건물로서 역사적 의의를 갖고 있다. 건축학적인 측면에서는 일제 강점기 초반에 나타나던 서양의 역사주의 건축을 모방한 권위적인 건축 양식에서 점차 현대적인 경향으로 변화하던 과도기적인 건축의 특성을 보여준다.

## 같이 보기
- 조선식량영단

## 참고 자료
- 구 조선식량영단 군산출장소 - 국가유산청 국가유산포털